# Túpac Amaru Inca (localidad)
Túpac Amaru Inca es una localidad peruana ubicada en la región Ica, provincia de Pisco, distrito de Túpac Amaru Inca. Es asimismo capital del distrito de Túpac Amaru Inca. Se encuentra a una altitud de 84 m s. n. m. Tiene una población de 9314 habitantes en 1993.

## Clima
| Parámetros climáticos promedio de Túpac Amaru Inca | Parámetros climáticos promedio de Túpac Amaru Inca | Parámetros climáticos promedio de Túpac Amaru Inca | Parámetros climáticos promedio de Túpac Amaru Inca | Parámetros climáticos promedio de Túpac Amaru Inca | Parámetros climáticos promedio de Túpac Amaru Inca | Parámetros climáticos promedio de Túpac Amaru Inca | Parámetros climáticos promedio de Túpac Amaru Inca | Parámetros climáticos promedio de Túpac Amaru Inca | Parámetros climáticos promedio de Túpac Amaru Inca | Parámetros climáticos promedio de Túpac Amaru Inca | Parámetros climáticos promedio de Túpac Amaru Inca | Parámetros climáticos promedio de Túpac Amaru Inca | Parámetros climáticos promedio de Túpac Amaru Inca |
| Mes                                                | Ene.                                               | Feb.                                               | Mar.                                               | Abr.                                               | May.                                               | Jun.                                               | Jul.                                               | Ago.                                               | Sep.                                               | Oct.                                               | Nov.                                               | Dic.                                               | Anual                                              |
| -------------------------------------------------- | -------------------------------------------------- | -------------------------------------------------- | -------------------------------------------------- | -------------------------------------------------- | -------------------------------------------------- | -------------------------------------------------- | -------------------------------------------------- | -------------------------------------------------- | -------------------------------------------------- | -------------------------------------------------- | -------------------------------------------------- | -------------------------------------------------- | -------------------------------------------------- |
| Temp. media (°C)                                   | 22.2                                               | 23                                                 | 22.4                                               | 20.9                                               | 18.9                                               | 17.1                                               | 15.7                                               | 15.8                                               | 16.2                                               | 17.3                                               | 18.7                                               | 20.9                                               | 19.1                                               |
| Temp. mín. media (°C)                              | 18.1                                               | 19                                                 | 18.3                                               | 16.7                                               | 15.6                                               | 13.9                                               | 12.7                                               | 12.7                                               | 12.7                                               | 13.9                                               | 15                                                 | 17                                                 | 15.5                                               |
| Fuente: climate-data.org                           |                                                    |                                                    |                                                    |                                                    |                                                    |                                                    |                                                    |                                                    |                                                    |                                                    |                                                    |                                                    |                                                    |